# Miheil Saakašvili
Miheil Saakašvili (gru. მიხეილ სააკაშვილი; Tbilisi, 21. prosinca 1967.), gruzijski političar, predsjednik Gruzije od 2004. do 2013. godine. Osnivač je i predsjednik Ujedinjenog nacionalnog pokreta. Kao predsjednik, vodio je prozapadnu politiku približavajući Gruziju NATO-u. Zbog teritorijalnog spora, izveo je napad na Abhaziju i Južnu Osetiju i sukobio se s Rusijom u Rusko-gruzijskom ratu u kojem je Gruzija pretrpjela teški poraz. Nakon toga Saakašvili je izgubio na popularnosti, a protivnici su ga optužili za autoritativnost, korupciju i kršenje ljudskih prava.

## Rani život i politička karijera
Saakašvili je rođen u glavnom gradu Gurzije, Tbilisiju, u obitelji oca liječnika i majke povjesničarke. Vojni rok odradio je u Ukrajini gdje je studirao međunarodno pravo. Kasnije ga je stipendiralo Državnog tajništva SAD-a, te je studirao na Pravnom fakultetu Sveulilišta Columbia. Nakon diplomiranja zaposlio se u njujorškoj pravnoj firmi.
Nakon povratka u Gruziju, imenovan je ministrom pravosuđa u listopadu 2000. godine u vladi predsjednika Eduarda Ševardnadzea. Iduće godine dao je ostavku, tvrdeći da mu je bilo nemoralno ostati u vladi preplavljenoj korupcijom i vezama. Nakon odlaska iz vlade obrazovao je oporbenu stranku, Ujedinjeni nacionalni pokret. Izabran je za predsjednika Gradskog vijeća Tbilisija gdje je izgradio svoju bazu.

## Na vlasti
Nezadovoljstvo protiv Ševardnadzea je s vremenom raslo. Parlamentarni izbori održani u studenome 2003. godine, a Saakašvili je Ševardnadzea optužio za izbornu prijevaru, te je organizirao svakodnevne prosvjede izazivajući Revoluciju ruža. Revolucija je rezultirala beskrvnim zauzimanjem gruzijskog parlamenta i Ševardnadzeovom ostavkom. U siječnju 2004. godine, Saakašvili je izabran za predsjednika s 96% glasova.
Na svom inauguracijskom govoru, Saakašvili je izjavio da nije "pro-Amerikanac, ni pro-Rus, već pro-Gruzin". No, uskoro je postalo jasno da se okrenuo NATU, odvlačeći Gruziju od moskovskog utjecaja. Odnosi između Gruzije i susjedne Rusije ubrzo su se narušili kada je Tbilisi najavio povratak odmetnutih zemalja Abhazije i Južne Osetije, dok su potonje dvije ušle u savez s Rusijom.
Protiv njega je s vremenom jačala oporba. Zbog navodne korupcije, 2007. godine su izbili veliki ulični prosvjedi. Saakašvilijeva vlada koristila je policiju pri raspršivanju prosvjednika i proglasila privremeno izvanredno stanje. U siječnju 2008. godine ponovno je izabran za predsjednika sa znatno manjim postotkom glasova, 53%.
Saakašvili je učvrstio svoj položaj zapadnog saveznika, predajući gruzinske oružane snage koaliciji pod vodstvom NATA u Afganistanu i Iraku. Loši odnosi Tbilisija i Moskve u kolovozu 2008. godine eskalirali su Rusko-gruzijskim ratom, nakon što je Gruzija izvela munjeviti napad na Južnu Osetiju, gdje je Rusija imala stacionirane mirovne snage.
Ruske snage uprzo su napravile protunapad, odbacujući gruzinske snage natrag u Gruziju. Iako su zaustavili punu invaziju i povukli se natrag u Južnu Osetiju, Rusi su ponizili Saakašvilija. Ne samo da su se mogućnosti povratka izbugljenih zemalja znatno umanjile, već su i težnje za ulaskom u NATO također narušene, s obzirom na to da je uvjet članstva nepostojanje teritorijalnih sporova.
Novi prosvjedi, u kojima se tražila njegova ostavka, održani su 2011. godine, a imali su i ljudske posljedice. Iduće godine zbila su se masovna okupljanja u Tbilisiju zbog zlostavljanja u zatvorima, te je tražena promptna ostavka Saakašvilijevog ministra unutarnjih poslova. Zlostavljanje u zatvorima je predstavljalo veliki problem Saakašviliju jer je politiku temeljio na zakonu i redu, iskorjenjujući korupciju koja je pokrivala svakodnevni život. Nakon bjega iz Gruzije kreće u Ukrajinu prima ukrajinsko drzavljanstvo i služi jedno vrijeme kao savjetnik Petru Porošenku. Jedno vrijeme je bio guverner Odesse. Nakon tog perioda pada u nemilost Ukrajinskog Predsjednika i biva mu oduzeto Ukrajinsko državljanstvo i izbačen je iz Ukrajine. Bježi u zemlju porijekla njegove supruge, Nizozemsku.
Protivnici ga optužuju i zbog njegove gospodarske politike jer nije uspio obračunati se sa siromaštvom. Iako se BDP po stanovniku gotovo udvostručio otkako je Saakašvili preuzeo vlast, on ipak predstavlja samo dio ruskog ili estonskog BDP-a po stanovniku. Gruzinski vanjski dug također je porastao, a vanjske investicije nisu bile ujednačene.

## Privatni život
Vjenčao se s Nizozemkom Sandrom Elisabeth Roelofs, s kojom ima dva sina. Uz materinski gruzinski, govori engleski, francuski, ruski i ukrajinski.